# レーゲント (指揮者)
レーゲント（ロシア語: Регент, ラテン語のregensに由来）は、正教会の聖堂における聖歌隊（詠隊）の指揮者のこと。

## ロシアにおける歴史
「レーゲント」の職名の起源は、帝政ロシアにおけるサンクトペテルブルクの宮廷合唱団にある。宮廷合唱団の中で熟練した少年が、宮廷内の聖堂においても宮廷合唱団の指揮にあたっていたが、この少年がレーゲントと呼ばれた。
サンクトペテルブルクの声楽合唱を修めるレーゲント科で、基礎音楽理論、ソルフェージュ、和声、対位法、フーガ、教会聖歌史、ピアノ、ヴァイオリンを学んだ人々のこともレーゲントと呼ばれた。